# مارکوس آنتونیوس آنتیلوس
مارکوس آنتونیوس آنتیلوس (انگلیسی: Marcus Antonius Antyllus؛ 47 BC – 23 August 30 BC) اهل روم باستان بود. پسر حاکم در حکومت سه‌نفره، مارک آنتونی بود.